# Maeve Jinkings
Maeve Jinkings Melo Silva (Brasília, 4 de agosto de 1976) é uma atriz brasileira de cinema e televisão. Consagrada por suas atuações em filmes independentes com temáticas sociais e existenciais profundas, Jinkings construiu uma carreira marcada pela versatilidade e pela escolha de papéis complexos que frequentemente exploram as nuances da condição feminina e as tensões sociais brasileiras. Ela recebeu aclamação da crítica e diversos prêmios, incluindo dois Prêmios Guarani e dois Candangos de Melhor Atriz no Festival de Brasília, além de indicações para o Grande Otelo.
Jinkings iniciou sua formação artística no Centro de Pesquisa Teatral (CPT), dirigido por Antunes Filho, em 2002, e posteriormente graduou-se na Escola de Arte Dramática da Universidade de São Paulo (EAD-USP) em 2004 (turma 56). Sua estreia profissional no teatro ocorreu em 2003 com a peça A Frente Fria Que a Chuva Traz, da companhia Cemitério de Automóveis de Mário Bortolotto. No cinema, após participações em curtas como Dias (2001), destacou-se no longa Falsa Loura (2007). Contudo, foi com O Som ao Redor (2012), de Kleber Mendonça Filho, que alcançou reconhecimento nacional e internacional, firmando-se como um nome proeminente no cinema independente brasileiro.
Sua trajetória é marcada por papéis em filmes aclamados como Amor, Plástico e Barulho (2013), pelo qual ganhou o Candango de Melhor Atriz, Boi Neon (2015), Aquarius (2016), Açúcar (2017), Carvão (2022) e Pedágio (2023), este último rendendo-lhe o prêmio de Melhor Atriz no Festival do Rio. Na televisão, ganhou notoriedade por suas atuações em A Regra do Jogo (2015), como a sofrida Domingas, e em produções como Onde Nascem os Fortes (2018), A Dona do Pedaço (2019), Os Outros (2023) e DNA do Crime (2023).

## Biografia e Formação
Maeve Jinkings Melo Silva nasceu em Brasília, Distrito Federal, em 4 de agosto de 1976. É filha de Leila Jinkings, uma fotojornalista e documentarista com atuação em movimentos sociais na Amazônia, e de José Alberto Melo Silva, um comerciante. Seu nome, Maeve, é de origem irlandesa celta. O sobrenome Jinkings vem de seu avô materno, Raimundo Jinkings, um conhecido ativista comunista e livreiro de Belém do Pará, de remota ascendência escocesa. Maeve possui ascendência afro-brasileira e indígena, sobre as quais já falou publicamente, discutindo a complexidade da identidade racial no Brasil. Ela tem duas irmãs, Isadora e Nina Jinkings.
Aos cinco anos, mudou-se com a mãe para Belém, onde cresceu e se formou em Comunicação Social (Publicidade e Propaganda) pela Universidade da Amazônia (UNAMA), embora não tenha chegado a pegar o diploma, já decidida a seguir a carreira de atriz.
No final da década de 1990 (por volta dos 22 ou 23 anos), mudou-se para São Paulo para se dedicar aos estudos cênicos. Em 2002, ingressou no Centro de Pesquisa Teatral (CPT), coordenado por Antunes Filho, um dos mais importantes diretores e pedagogos teatrais do Brasil, conhecido por seu rigor e método de trabalho que influenciou gerações de atores. Em 2003, estreou profissionalmente no teatro com a peça A Frente Fria Que a Chuva Traz, da companhia Cemitério de Automóveis, dirigida por Mário Bortolotto. Posteriormente, em 2004, foi aprovada e cursou a Escola de Arte Dramática da Universidade de São Paulo (EAD-USP), integrando a turma 56 e permanecendo na instituição por cinco anos, consolidando sua formação como atriz.
Maeve Jinkings é bissexual assumida. Atualmente, reside em Recife, Pernambuco, cidade com a qual estabeleceu profundos laços afetivos e profissionais, sendo reconhecida em 2022 com o Título de Cidadã Pernambucana pela Assembleia Legislativa de Pernambuco (Alepe), em reconhecimento à sua relevância artística, cultural e identitária com o estado.

## Carreira
A trajetória de Maeve Jinkings no cinema e na televisão é marcada por uma imersão em personagens densos e narrativas que frequentemente abordam questões sociais, existenciais e a complexidade das relações humanas. Seu trabalho no cinema independente, especialmente o produzido em Pernambuco, projetou-a como uma das atrizes mais respeitadas de sua geração.

### Início e Consolidação no Cinema
Ainda durante seus estudos, Jinkings teve sua primeira experiência em um longa-metragem com Falsa Loura (2007), de Carlos Reichembach, em um papel coadjuvante. Em 2009, um convite para filmar o curta-metragem Passageira S8º em Recife marcou o início de uma frutífera parceria com a produção cinematográfica de Pernambuco, que se tornaria um polo vital do cinema independente brasileiro. Este curta, dirigido por Fernando Segtowick, foi um dos mais de dez trabalhos que Maeve realizaria no estado.
O reconhecimento expressivo veio com O Som ao Redor (2012), dirigido por Kleber Mendonça Filho. O filme estreou no Festival Internacional de Cinema de Rotterdam e circulou por mais de 90 festivais globalmente, recebendo aclamação crítica. Foi incluído na lista dos 10 melhores filmes do ano pelo crítico A. O. Scott do The New York Times e indicado pelo Brasil para disputar uma vaga no Oscar de melhor filme estrangeiro em 2014. Por sua atuação como Bia, Jinkings recebeu o Prêmio Guarani de Melhor Atriz Coadjuvante e foi indicada em diversos festivais brasileiros.
Em 2013, protagonizou Amor, Plástico e Barulho, de Renata Pinheiro, no papel de Jaqueline, uma cantora de brega em declínio. Sua performance lhe rendeu o Candango de Melhor Atriz no 46º Festival de Brasília e prêmios em outros festivais, como o Brazilian Film Festival of Toronto (BRAFFT) em 2014. No mesmo ano, seu talento foi reconhecido também em curta-metragem, ao receber o Candango de Melhor Atriz de Curta no 47º Festival de Brasília e o prêmio de Melhor Atriz no Curta Cinema Rio de Janeiro por Estátua! (2014), de Gabriela Amaral Almeida.
Maeve Jinkings também atuou como preparadora de elenco, notadamente no curta-metragem Sem Coração (co-dirigido por Tião e Nara Normande), que estreou na Quinzena dos Realizadores do Festival de Cannes e recebeu o Troféu Illy de Melhor Curta, e no longa Big Jato (2015), de Cláudio Assis.
A parceria com diretores renomados continuou com Boi Neon (2015), de Gabriel Mascaro, onde interpretou Galega, uma caminhoneira de vaquejadas, papel pelo qual recebeu o Prêmio Guarani de Melhor Atriz Coadjuvante e o prêmio de Melhor Atriz no Festival Sesc Melhores Filmes. Em 2016, esteve em Aquarius, novamente dirigida por Kleber Mendonça Filho e protagonizado por Sônia Braga. O filme competiu pela Palma de Ouro no Festival de Cannes e trouxe grande visibilidade internacional para o elenco.
Outros trabalhos notáveis no cinema incluem Açúcar (2017), de Renata Pinheiro e Sergio Pinheiro, Mato Seco em Chamas (2022), de Adirley Queirós e Joana Pimenta, e Carvão (2022), de Carolina Markowicz, onde sua atuação como Irene lhe rendeu aclamação. Em 2023, estrelou Pedágio, de Carolina Markowicz, conquistando o Troféu Redentor de Melhor Atriz (empatada com Grace Passô).

### Televisão
Sua estreia em telenovelas ocorreu em 2015, na TV Globo, como a personagem Domingas em A Regra do Jogo, de João Emanuel Carneiro. A trama de sua personagem, que sofria violência doméstica, gerou grande repercussão e debate público, ampliando o alcance de seu trabalho para uma audiência maior.
Posteriormente, atuou na supersérie Onde Nascem os Fortes (2018), como Joana, uma mulher forte e batalhadora do sertão nordestino. Teve uma participação marcante na primeira fase da novela A Dona do Pedaço (2019) como Zenaide Ramírez.
Em 2023, destacou-se na série Os Outros, do Globoplay, no papel de Mila, cuja complexidade e a atuação de Jinkings foram elogiadas pela crítica. No mesmo ano, integrou o elenco da série policial DNA do Crime, da Netflix, como a agente Suellen, novamente recebendo críticas positivas por sua performance convincente e multifacetada.
Em 2024, foi anunciada no elenco do remake de Vale Tudo, previsto para 2025, no papel de Cecília Cantanhede, que na nova versão será uma personagem lésbica.

### Teatro
A carreira teatral de Maeve Jinkings iniciou-se antes de sua projeção no cinema. Após seus estudos no CPT de Antunes Filho, sua estreia profissional ocorreu em 2003 com A Frente Fria Que a Chuva Traz, da companhia Cemitério de Automóveis de Mário Bortolotto. Nos anos seguintes, participou de diversas montagens, trabalhando com diretores como Vladimir Capella, Celso Frateschi, Bete Dorgan, Luiz Arthur Nunes e Cristiane Paoli Quito.
Sua formação na EAD-USP também foi fundamental para seu desenvolvimento nos palcos. Peças como Miranda, Dentes Guardados, Ricardo III, As Bruxas de Salém, A Vida Como Ela É, Desde Que o Samba É Samba, Peso, Ato Sem Palavras e Todos Os Que Caem compõem sua trajetória teatral, demonstrando sua versatilidade em transitar por diferentes gêneros e propostas cênicas.

## Filmografia

### Televisão
| Ano           | Título                     | Personagem         | Nota                       |
| ------------- | -------------------------- | ------------------ | -------------------------- |
| 2015–2016     | A Regra do Jogo            | Domingas Moraes    | [ 10 ]                     |
| 2017          | Cidade Proibida            | Madame Lu          | Episódio: "Paula"          |
| 2018          | Lama dos Dias              | Ângela             |                            |
| 2018          | Onde Nascem os Fortes      | Joana Paranhos     | [ 31 ]                     |
| 2019          | A Dona do Pedaço           | Zenaide Ramírez    | Episódios: "20–22 de maio" |
| 2020          | Todas as Mulheres do Mundo | Sara               | Episódio: "4"              |
| 2023–presente | Os Outros                  | Mila               |                            |
| 2023–presente | DNA do Crime               | Suellen            |                            |
| 2025          | Vale Tudo                  | Cecília Cantanhede |                            |

### Cinema
| Ano  | Título                   | Personagem             | Nota                                    |
| ---- | ------------------------ | ---------------------- | --------------------------------------- |
| 2001 | Dias                     | Dublê de Patrícia      | Curta-metragem                          |
| 2007 | Falsa Loura              | Ligia                  | [ 8 ]                                   |
| 2008 | Canção de Baal           | Hospedeira             |                                         |
| 2011 | Passageira S8º           |                        | Curta-metragem                          |
| 2012 | O Som ao Redor           | Beatriz Linhares (Bia) | [ 24 ]                                  |
| 2013 | Era Uma Vez Eu, Verônica | Laura                  |                                         |
| 2013 | Boa Sorte, Meu Amor      | Juliana                |                                         |
| 2014 | Estátua!                 | Isabel                 | Curta-metragem                          |
| 2014 | Loja de Répteis          | Cláudia                | Curta-metragem                          |
| 2014 | Sem Coração              |                        | como preparadora de elenco              |
| 2015 | Amor, Plástico e Barulho | Jaqueline              | [ 4 ]                                   |
| 2015 | Boi Neon                 | Galega                 | [ 38 ]                                  |
| 2015 | Big Jato                 |                        | como preparadora de elenco              |
| 2016 | Aquarius                 | Ana Paula Bragança     | [ 28 ]                                  |
| 2017 | Açúcar                   | Bethânia               | Lançado em 2020 no circuito comercial   |
| 2017 | Terra Treme              | Sônia                  | Curta-metragem                          |
| 2017 | Vaca Profana             | Ana Maria              | Curta-metragem                          |
| 2018 | Guaxuma                  |                        | Curta-metragem (diretora de voice over) |
| 2019 | Coiote                   | Alice                  |                                         |
| 2022 | Carvão                   | Irene                  |                                         |
| 2022 | Duetto                   | Isabel                 |                                         |
| 2023 | Sem Coração              | Fátima                 |                                         |
| 2023 | Pedágio                  | Suellen                |                                         |
| 2024 | Ainda Estou Aqui         | Dalva Gasparian        |                                         |

## Teatro
| Ano  | Título                         | Direção               | Ref.         |
| ---- | ------------------------------ | --------------------- | ------------ |
| 2003 | Miranda                        | Vladimir Capella      | [ 20 ]       |
| 2003 | Dentes Guardados               | Mário Bortolotto      | [ 20 ]       |
| 2003 | A Frente Fria Que a Chuva Traz | Mário Bortolotto      | [ 6 ] [ 20 ] |
| 2005 | Ricardo III                    | Celso Frateschi       | [ 20 ]       |
| 2005 | As Bruxas de Salém             | Bete Dorgan           | [ 20 ]       |
| 2006 | A Vida Como Ela É              | Luiz Arthur Nunes     | [ 20 ]       |
| 2006 | Desde Que o Samba É Samba      | Isabel Setti          | [ 20 ]       |
| 2007 | Peso                           | Tica Lemos            | [ 20 ]       |
| 2008 | Ato Sem Palavras               | Cristiane Paoli Quito | [ 20 ]       |
| 2009 | Todos Os Que Caem              | Cristiane Paoli Quito | [ 20 ]       |

## Prêmios e indicações
| Ano                             | Prêmio                                   | Categoria                                                   | Nomeação                                                    | Resultado | Ref.          |
| ------------------------------- | ---------------------------------------- | ----------------------------------------------------------- | ----------------------------------------------------------- | --------- | ------------- |
| 2012                            | Festival do Rio                          | Melhor Atriz                                                | O Som ao Redor                                              | Indicada  | [ 24 ]        |
| 2012                            | Festival de Gramado                      | Melhor Atriz                                                | O Som ao Redor                                              | Indicada  | [ 24 ]        |
| 2014 (Ref. filmes de 2012/2013) | 19º Prêmio Guarani                       | Melhor Atriz Coadjuvante                                    | O Som ao Redor                                              | Venceu    | [ 2 ]         |
| 2013                            | 46º Festival de Brasília                 | Melhor Atriz                                                | Amor, Plástico e Barulho                                    | Venceu    | [ 4 ]         |
| 2013                            | Fest Aruanda do Audiovisual Brasileiro   | Melhor Atriz                                                | Amor, Plástico e Barulho                                    | Venceu    | [ 45 ]        |
| 2013                            | Janela Internacional de Cinema do Recife | Menção Honrosa                                              | Amor, Plástico e Barulho                                    | Venceu    | [ 46 ]        |
| 2014                            | BRAFFT                                   | Melhor Atriz                                                | Amor, Plástico e Barulho                                    | Venceu    | [ 26 ] [ 47 ] |
| 2014                            | 47º Festival de Brasília                 | Melhor Atriz de Curta-metragem                              | Estátua!                                                    | Venceu    | [ 5 ]         |
| 2014                            | Curta Cinema                             | Melhor Atriz                                                | Estátua!                                                    | Venceu    | [ 48 ]        |
| 2015                            | Festival do Rio                          | Melhor Atriz                                                | Boi Neon                                                    | Indicada  | [ 49 ]        |
| 2016                            | Festival de Cinema de Triunfo            | Homenagem                                                   | Carreira no Cinema                                          | Venceu    | [ 50 ]        |
| 2016                            | Prêmio Quem de Cinema                    | Melhor Atriz de Cinema                                      | Boi Neon                                                    | Indicada  | [ 51 ]        |
| 2017                            | 22º Prêmio Guarani                       | Melhor Atriz Coadjuvante                                    | Boi Neon                                                    | Venceu    | [ 3 ]         |
| 2017                            | Festival Sesc Melhores Filmes            | Melhor Atriz (Júri Popular e Crítica)                       | Boi Neon                                                    | Venceu    | [ 27 ]        |
| 2017                            | Grande Prêmio do Cinema Brasileiro       | Melhor Atriz Coadjuvante                                    | Boi Neon                                                    | Indicada  | [ 52 ]        |
| 2017                            | Grande Prêmio do Cinema Brasileiro       | Melhor Atriz Coadjuvante                                    | Aquarius                                                    | Indicada  | [ 52 ]        |
| 2018                            | Goiânia Mostra Curtas                    | Homenagem                                                   | Contribuição ao Cinema Brasileiro                           | Venceu    | [ 26 ]        |
| 2018                            | Cine Fest RN                             | Melhor Atriz                                                | Açúcar                                                      | Venceu    | [ 53 ]        |
| 2021                            | Festival Sesc Melhores Filmes            | Melhor Atriz Nacional                                       | Açúcar                                                      | Indicada  | [ 54 ]        |
| 2022                            | Título de Cidadã Pernambucana            | Relevância artística, cultural e identitária com Pernambuco | Relevância artística, cultural e identitária com Pernambuco | Venceu    | [ 22 ]        |
| 2023                            | 25º Festival do Rio                      | Melhor Atriz (empate com Grace Passô)                       | Pedágio                                                     | Venceu    | [ 9 ]         |
| 2023                            | Prêmio APCA de Televisão                 | Melhor Atriz de Televisão                                   | Os Outros / DNA do Crime                                    | Indicada  | [ 55 ]        |
| 2024                            | Prêmio Grande Otelo                      | Melhor Atriz de Filme                                       | Pedágio                                                     | Indicada  | [ 56 ]        |
| 2024                            | BreakTudo Awards                         | Melhor Atriz Nacional                                       | DNA do Crime                                                | Indicada  | [ 57 ]        |

 Nota: Esta lista pode não estar exaustiva, especialmente em relação a indicações ou prêmios de festivais menores ou mais antigos cujos registros online podem ser incompletos.